# Slovensko narodno gledališče Drama Ljubljana
Slovensko narodno gledališče Drama Ljubljana (okrajšano SNG Drama Ljubljana) je slovenska poklicna gledališka skupina, ki šteje 49 rednih članov in uprizarja redne letne sezone gledaliških predstav, s poudarkom na evropskih in posebej slovenskih dramskih besedilih. Letno pripravijo 10 ali več novih produkcij, na sporedu pa jih je običajno skupno okrog 20.
Organizirano je kot javni zavod v okviru Ministrstva RS za kulturo. Domuje v stavbi ljubljanske Drame na vogalu Erjavčeve in Slovenske ceste v Ljubljani. 

## Zgodovina
Velja za neposrednega naslednika Dramatičnega društva, ustanovljenega leta 1867. Kasneje je bilo večkrat preimenovano, sedanje ime ima od leta 1992. V stavbi ljubljanske Drame deluje od leta 1919, ko je bila 6. februarja izvedena krstna predstava, Jurčičeva tragedija Tugomer.

### Ravnatelji
- Fran Govekar
- Friderik Juvančič
- Fran Kobal/Matej Hubad/Oton Župančič
- Rado Kregar
- Hinko Nučič
- Pavel Golia
- Ciril Debevec
- Bojan Stupica
- Matej Bor
- Slavko Jan
- Mile Klopčič
- Bojan Štih
- (Žarko Petan, Polde Bibič - v. d.)
- Taras Kermauner  (1970)
- Janez Šenk (1971-77)
- Polde Bibič (1977-81)
- (Marjan Hlastec, Andrej Kurent - v. d.)
- Igor Lampret (1983-87)
- Marko Gorjanc (1988–92)
- Boro Rotovnik ??
- Polde Bibič (1993–94/96?)
- Janez Pipan (1996?–2008)
- Ivo Ban (2008–11)
- Peter Sotošek Štular (2011–13)
- Igor Samobor (2013–21)
- Vesna Jurca Tadel (2021–)

### Umetniški vodje
- Andrej Kurent
- Andrej Hieng (1988-1991)
- Tone Partljič (1991-1992)
- Polde Bibič (1993-1996)
- Eduard Miler